# بيت الحيسة (جحانة)

تعديل مصدري - تعديل

بيت الحيسة هي إحدى قرى عزلة قروى بمديرية جحانة التابعة لمحافظة صنعاء، بلغ تعداد سكانها 869 نسمة حسب تعداد اليمن لعام 2004.